# Капрецо
Капрецо (итал. Caprezzo) је насеље у Италији у округу Вербано-Кузио-Осола, региону Пијемонт.
Према процени из 2011. у насељу је живело 174 становника. Насеље се налази на надморској висини од 554 м.

## Становништво
| 1936. | 1951. | 1961. | 1971. | 1981. | 1991. | 2001. | 2011. |
| ----- | ----- | ----- | ----- | ----- | ----- | ----- | ----- |
| 257   | 270   | 225   | 210   | 187   | 165   | 177   | 168   |